# Grain Earth House
Het Grain Earth House is een ondergrondse constructie ten noordwesten van de haven van Kirkwall, Mainland. Kenmerkend aan deze constructie is vooral de stenen trap die van het straatniveau naar het einde van de doorgang loopt. Het onderste deel is origineel. De gang vormt een bocht en komt uit op een boonvormige kamer van 1.5 meter hoog. Deze kamer wordt gesteund door vier rechtopstaande stenen.
De gebruikte techniek is dry stone masonry.

## Ontstaan
Rond 1000 voor Christus worden in Orkney voornamelijk grote stenen huizen en nederzettingen gebouwd, de zogenaamde brochs. Voorbeelden hiervan zijn de Broch of Gurness op Mainland en de Midhowe Broch op Rousay. Na enige honderden jaren worden deze verlaten en dit is waarschijnlijk de tijd waaruit de Earth Houses stammen. De meest algemene theorie gaat ervan uit dat Earth houses dienden als ondergrondse opslagkelders.
Op 6,5 km afstand van Kirkwall bevindt zich de Rennibister Earth House.

## Beheer
De vereniging van Historic Environment Scotland beheert Grain Earth House.